# Система охолодження двигуна внутрішнього згоряння

Принципові схеми охолодження двигунів: а)рідинної; б)повітряної; 1.радіатор;2.вентилятор;3.верхній патрубок;4.термостат;5.водяна сорочка;6.розподільна труба;7.насос;8.головка циліндрів;9.рефлектор;10.охолодні ребра

Систе́ма охоло́дження — призначена для прогріву двигуна,підтримання оптимальної температури двигуна(85-95 С*)

## Способи охолодження
У двигунах застосовується два способи охолодження:
- рідинне (водяне);
- повітряне.

У першому випадку теплота від стінок циліндрів передається рідиною, а в другому — безпосередньо в навколишнє середовище (повітря).
Система охолодження, крім основної функції охолодження двигуна, виконує низку інших функцій, до яких належать:
- нагрівання повітря в системі опалення, вентиляції та кондиціонування;
- охолодження масла в системі змащування;
- охолодження відпрацьованих газів в системі рециркуляції відпрацьованих газів;
- охолодження повітря в системі турбонаддування;
- охолодження робочої рідини в автоматичній коробці передач.